# يوهان بارسيدا
يوهان الشوابي (حوالي.1290 - تقريباً 13 ديسمبر 1313/12)؛ أو المعروف أكثر بـ يوهان بارسيدا أي يوهان قاتل العم، هو ابن الوحيد لـ رودولف دوق شوابيا وزوجته أغنيس البوهيمية، بالتالي هو حفيد كلاً من رودولف الأول ملك ألمانيا ومنافسه أوتوكار الثاني ملك بوهيميا، اشتهر باغتيال عمه ألبرخت الأول ملك ألمانيا في 1308، ذلك بعد محاولته إبعاده عن حقه في إرث عائلته.

## السيرة الذاتية
ولد يوهان تقربياً في 1290 قبل وقت قصير من وفاة والده، ترعرع يوهان خلال سنواته الأولى في بلاط خاله فاكلاف الثاني ملك بوهيميا وفي بلدة بروغ القاطنة في إقليم هابسبورغ بشوابيا، منذ 1294 أصبح دوقاً.
مسبقاً اضطر والده رودولف الثاني عن التخلي عن حقه في الدوقيتين النمسا وستيريا بموجب معاهدة راينفيلدن في 1283 لصالح شقيقه الأكبر ألبرخت، مما أدى إلى شعوره بحرمان، ولكن مع بلوغ سن الرشد طالب بجزء من ممتلكاته من عمه ألبرخت الذي تم انتخابه كملك ألمانيا بعد وفاة أدولف الناساوي في 1298، ومع ذلك لم يلقي آية تعويض من عمه، وأيضا مع 1306 تم وضع ابن عمه رودولف الثالث دوق النمسا على العرش البوهيمي عوضاً عنه، مما أدى حرمانه من إرث عائلته بكونه سليل الأسرة الحاكمة من خط الإناث، عندئذ تم سخرية منه وتلقيبه بـ (بلا أرض)، قام بتكوين خطة مع النبلاء الساخطين في شوابيا لقتل عمه.

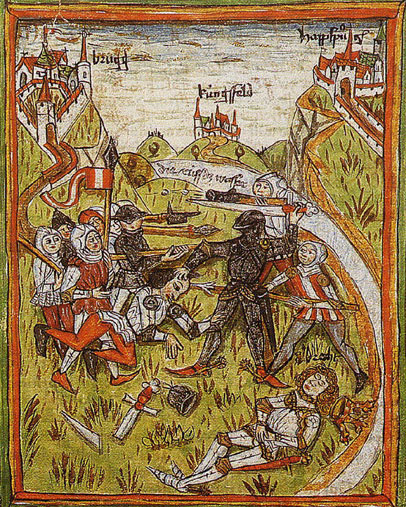
اغتيل الملك ألبرخت من قبل يوهان في 1308.

خلال مأدبة عائلية التي أُقيمت في فينترتور على شرف عمه في مساء 30 أبريل 1308، أدت إلى فضيحة وخاصةً بعد رفضه إكليل الزهور الذي قدمه له عمه، مصيح بأنه لن يتلفت لهذه الزهور، وفي اليوم التالي قرر عمه الرجوع إلى مقر إقامته؛ وأثناء عبوره نهر الرويس بالقرب من فيندش (اليوم في سويسرا) تعرض لهجوم مباغت من قبل يوهان والمتآمرين معه، اتجه يوهان نحو عمه قام بقتله على الفور دون أية كلمة، فر يوهان خوفاً من الانتقام من أبناء عمه، ومنذ ذلك الحين أصبح مصيره مجهولاً، في نفس العام اختار أمراء الناخبون كونت لوكسمبورغ هاينريش كخليفة عمه، وضع يوهان على الفور في قائمة الحظر الإمبراطوري، زعم أنه وجد ملجأ بدير في بيزا، وقيل أيضا إن الإمبراطور هاينريش السابع زاره في 1313، على أية حال بعد هزيمة نجل ألبرخت فريدرخ الوسيم في معركة مولدورف لم تستطع هابسبورغ إعادة التيجان الملكي تحت عام 1438.